# Paul Serrano
Paul Serrano (* 1. Januar 1932 in Chicago; † 15. Januar 2015 ebenda) war ein US-amerikanischer Jazztrompeter und Toningenieur.

## Leben und Wirken
Serrano wuchs in Chicago auf und besuchte die DuSable High School. Dort hatte er Musikunterricht bei Capt. Walter Dyett, der auch Lehrer von Nat King Cole, Dorothy Donegan und Von Freeman war. Nach Abschluss der Highschool studierte Serrano am Chicago Musical College; anschließend leistete er den Militärdienst bei der US-Armee ab, wo er in einer Army-Band spielte. Nach seiner Entlassung aus der Armee zog er nach New York City und wurde Mitglied von Woody Herman and His Orchestra; außerdem tourte er mit Dorothy Donegan, bevor er nach Chicago zurückkehrte und in der dortigen Jazzszene arbeitete. 1957 entstanden Aufnahmen mit dem Modern Jazz Trio um Richard Adams, Bob Cranshaw und Walter Perkins (MJT+3, Argo); ferner war er als Sessionmusiker für zahlreiche Plattenaufnahmen der Label Chess, Brunswick und Mercury Records tätig, u. a. bei Lorez Alexandria und Fontella Bass. 1960 nahm Serrano für Riverside Records sein Debütalbum Blues Holiday auf, an dem Bunky Green, Jodie Christian, Donald Garrett und Pete LaRoca mitwirkten. In diesem Jahrzehnt wirkte er außerdem bei Aufnahmen von Eddie Higgins, Bill Henderson, James Moody, Mongo Santamaría, Red Holloway, Duke Ellington Orchestra, Billy Stewart, Sonny Cox, Ray Bryant und Odell Brown mit. 1966 eröffnete Serrano sein eigenes Aufnahmestudio PS Records, später MET Records. In den folgenden Jahren arbeitete er dabei u. a. für Delmark Records, mit Ramsey Lewis, Aretha Franklin, Michael Jackson und Mick Jagger. Im Bereich des Jazz war er zwischen 1957 und 1982 an 28 Aufnahmesessions beteiligt.